# Haseba Sumitaka

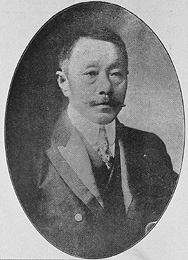
Haseba Sumitaka

Haseba Sumitaka (japanisch 長谷場 純孝; * 27. April 1854 in Kushikino, Provinz Satsuma, heute: Präfektur Kagoshima; † 15. März 1914) war ein japanischer Regierungsbeamter und Politiker, der unter anderem zwischen 1908 und 1911 und erneut 1914 Präsident des Shūgiin sowie zwischenzeitlich von 1911 bis 1912 Bildungsminister im Kabinett Saionji II war.

## Leben
Haseba Sumitaka, Sohn eines Landsamurai des Kagoshima-Clans, begann 1871 ein Studium in Tokio, trat jedoch bereits 1872 dem Polizeipräsidium der Präfektur Tokio (Keishi-chō) bei, nachdem die Clans durch Präfekturen ersetzt wurden. 1874 kehrte er in die Präfektur Kagoshima zurück und kämpfte in der Satsuma-Rebellion (29. Januar bis 24. September 1877), eine Revolte der Samurai der Provinz Satsuma gegen die Meiji-Regierung, bei der er gefangen genommen wurde. 1880 wurde er im Rahmen einer Sonderamnestie freigelassen. 
Bei den ersten Parlamentswahlen 1890 wurde er für den 3. Wahlbezirk Kagoshima zum Mitglied des Repräsentantenhauses (Shūgiin gichō), des Unterhauses des Reichstages (Teikoku-gikai), gewählt und gehörte diesem nach zehn Wiederwahlen bis zu seinem Tode am 15. März 1914 an. Er spielte eine einflussreiche Rolle in der Politik der 1900 gegründeten Freunde der verfassungsmäßigen Regierung (Rikken Seiyūkai) an, der bis 1940 führenden politischen Partei. Als Nachfolger von Sugita Teiichi wurde er am 23. Dezember 1908 erstmals Präsident des Shūgiin und bekleidete das Amt des Parlamentspräsidenten bis zum 30. August 1911, woraufhin Ōoka Ikuzō am 27. Dezember 1911 neuer Sprecher des Repräsentantenhauses wurde.
Haseba wiederum übernahm daraufhin am 30. August 1911 das Amt des Bildungsministers im Kabinett Saionji II und bekleidete dieses bis zum 21. Dezember 1912. Am 7. März 1914 löste er Ōoka Ikuzō als Sprecher des Shūgiin und leitete die Sitzungen während der Wirren des Siemens-Skandals. Er verstarb allerdings bereits am 15. März 1914 im Amt an einem Herzinfarkt, woraufhin Oku Shigesaburō neuer Präsident des Shūgiin wurde.

## Veröffentlichung
- 歐米歴遊日誌 附樺太韓國紀行 („Europäisches und amerikanisches Reisetagebuch mit Reisen nach Sachalin und Korea“), Tokio l907